# Francisco Gatti
Francisco Nicolás Gatti (Almirante Brown, Argentina, 27 de mayo de 1994) es un futbolista argentino. Juega de centrocampista y su equipo actual es Real Tomayapo de la Primera División de Bolivia.

## Trayectoria
Se formó en las divisiones juveniles del Club Deportivo Español. Hizo su debut en el equipo principal en 2015, durante un partido de la Primera B contra Platense que finalizó con un empate 0-0. Su primera anotación como jugador profesional tuvo lugar en la temporada 2016-17, frente a Atlanta, contribuyendo a una victoria de 1-3.
Después, Gatti se unió a El Porvenir y luego a Ferrocarril Midland, ambos clubes de la Primera C. Posteriormente, se unió a Gimnasia Jujuy en la Primera B Nacional, donde participó en 33 encuentros y marcó 4 goles durante las temporadas 2021 y 2022. También tuvo un breve paso por el Club Mercedes en la Primera D. Continuó su rendimiento en All Boys, jugando en la misma división y acumulando 32 partidos en 2022 y 2023.
En el segundo semestre de 2023, firmó contrato con Libertad de la Serie A de Ecuador, marcando así su incursión en el ámbito internacional. Realizó su debut el 4 de agosto en un empate 0-0 contra Emelec, jugando como local en la primera fecha de la segunda etapa de la Serie A 2023. Su primer gol se produjo el 27 de octubre, anotando el tercer tanto en la victoria por 3-0 frente a Gualaceo, durante la penúltima fecha del torneo. Concluyó la temporada con doce encuentros disputados y un gol.
En 2024, fue adquirido por Independiente Petrolero, equipo de la Primera División de Bolivia.

## Estadísticas

### Clubes
Actualizado al último partido disputado el 31 de marzo de 2024.
| Club                              | Div.          | Temporada     | Liga  | Liga  | Copas nacionales | Copas nacionales | Copas internacionales | Copas internacionales | Total | Total |
| Club                              | Div.          | Temporada     | Part. | Goles | Part.            | Goles            | Part.                 | Goles                 | Part. | Goles |
| --------------------------------- | ------------- | ------------- | ----- | ----- | ---------------- | ---------------- | --------------------- | --------------------- | ----- | ----- |
| Deportivo Español Argentina       | 3.ª           | 2015          | 21    | 0     | 13               | 0                | —                     | —                     | 34    | 0     |
| Deportivo Español Argentina       | 3.ª           | 2016          | 8     | 0     | —                | —                | —                     | —                     | 8     | 0     |
| Deportivo Español Argentina       | 3.ª           | 2016-17       | 16    | 1     | —                | —                | —                     | —                     | 16    | 1     |
| Deportivo Español Argentina       | 3.ª           | 2017-18       | 3     | 0     | —                | —                | —                     | —                     | 3     | 0     |
| Deportivo Español Argentina       | Total club    | Total club    | 48    | 1     | 13               | 0                | 0                     | 0                     | 61    | 1     |
| El Porvenir Argentina             | 4.ª           | 2018-19       | 4     | 4     | —                | —                | —                     | —                     | 4     | 4     |
| El Porvenir Argentina             | Total club    | Total club    | 4     | 4     | 0                | 0                | 0                     | 0                     | 4     | 4     |
| Ferrocarril Midland Argentina     | 4.ª           | 2019-20       | 3     | 2     | —                | —                | —                     | —                     | 3     | 2     |
| Ferrocarril Midland Argentina     | Total club    | Total club    | 3     | 2     | 0                | 0                | 0                     | 0                     | 3     | 2     |
| Gimnasia Jujuy Argentina          | 2.ª           | 2021          | 28    | 3     | —                | —                | —                     | —                     | 28    | 3     |
| Gimnasia Jujuy Argentina          | 2.ª           | 2022          | 5     | 1     | 3                | 0                | —                     | —                     | 8     | 1     |
| Gimnasia Jujuy Argentina          | Total club    | Total club    | 33    | 4     | 3                | 0                | 0                     | 0                     | 36    | 4     |
| Mercedes Argentina                | 5.ª           | 2022          | 5     | 5     | —                | —                | —                     | —                     | 5     | 5     |
| Mercedes Argentina                | Total club    | Total club    | 5     | 5     | 0                | 0                | 0                     | 0                     | 5     | 5     |
| All Boys Argentina                | 2.ª           | 2022          | 17    | 0     | —                | —                | —                     | —                     | 17    | 0     |
| All Boys Argentina                | 2.ª           | 2023          | 15    | 0     | 1                | 0                | —                     | —                     | 16    | 0     |
| All Boys Argentina                | Total club    | Total club    | 32    | 0     | 1                | 0                | 0                     | 0                     | 33    | 0     |
| Libertad · Ecuador                | 1.ª           | 2023          | 12    | 1     | —                | —                | —                     | —                     | 12    | 1     |
| Libertad · Ecuador                | Total club    | Total club    | 12    | 1     | 0                | 0                | 0                     | 0                     | 12    | 1     |
| Independiente Petrolero · Bolivia | 1.ª           | 2024          | 7     | 0     | —                | —                | —                     | —                     | 7     | 0     |
| Independiente Petrolero · Bolivia | Total club    | Total club    | 11    | 0     | 0                | 0                | 0                     | 0                     | 7     | 0     |
| Total carrera                     | Total carrera | Total carrera | 148   | 17    | 17               | 0                | 0                     | 0                     | 161   | 17    |
| 1.                                |               |               |       |       |                  |                  |                       |                       |       |       |